# Max Gunther
Max Gunther (1927 - 1998) foi um jornalista e escritor anglo-americano, autor de 26 livros, entre eles o best-seller de finanças Os Axiomas de Zurique.

## Biografia
Nascido na Inglaterra, Gunther migrou para os Estados Unidos aos 11 anos de idade após seu pai, Franz Heinrich (Frank Henry), funcionário do Schweizerischer Bankverein (SBV, chamado em inglês Swiss Bank Corporation ou SBC, que em 1998 foi fundido ao UBS, Union Bank of Switzerland ou União de Bancos Suíços, para formar o UBS AG, segundo maior gerenciador de fortunas do mundo e segundo maior banco europeu), ter sido transferido para os EUA para ser gerente da filial de Nova Iorque daquele banco.
Graduou-se pela universidade de Princeton em 1949 e serviu o exército estadounidense de 1950 a 1951.
Trabalhou como funcionário da revista BusinessWeek de 1951 a 1955 e nos dois anos seguintes foi colaborador da revista Time. Também trabalhou como colaborador paras as revistas Playboy, Reader's Digest, TV Guide, McCall's, e para o jornal Saturday Evening Post.
Morou na maior parte da sua vida adulta na cidade de Ridgefield, no estado estadounidense de Connecticut.

## Livros publicados
- The Weekenders, (1964);
- The Split-Level Trap, (1964);
- Wall Street and Witchcraft, (1971);
- Os Muito Muito Ricos e Como Eles Chegaram Lá, (1972);[4]
- Milionários Instantâneos, (1973);[5]
- Writing and Selling a Nonfiction Book, (1973);
- Virility 8: A Celebration of the American Male, (1975);
- O Fator Sorte, (1977);[6]
- Os Axiomas de Zurique, (1985);[7][8]
- Como Ter Sorte, (1986);[9]
- D. B. Cooper: What Really Happened, (1986);
- Doom Wind, (1987);
- Confessions of a P.R. Man, (1989);